# Forest Lawn Memorial Park (Glendale)
Pour les articles homonymes, voir Forest Lawn Memorial Park.
Forest Lawn Memorial Park est un cimetière privé américain situé à Glendale au nord de Los Angeles en Californie. Le cimetière est le premier de la société Forest Lawn, qui possède et gère une chaîne de six cimetières en Californie du Sud.

## Personnalités enterrées au cimetière
Les noms précédés des lettres "NP" désignent des tombes situées dans des zones non accessibles au public.
Tombes anonymes non gravées (sans précision de cadastre)
- Edgar DeLange Moss, dit Eddie DeLange (15 janvier 1904 - 13 juillet 1949), Bandleader, compositeur, chef d'orchestre, auteur-compositeur, musicien de jazz, cascadeur

- Haut – A
- B
- C
- D
- E
- F
- G
- H
- I
- J
- K
- L
- M
- N
- O
- P
- Q
- R
- S
- T
- U
- V
- W
- X
- Y
- Z
- 0-9

### A
- John Aasen (1890–1938), acteur du cinéma muet
- Forrest J Ackerman (1916–2008), écrivain, producteur de cinéma, éditeur et scénariste de films de science-fiction et d'horreur, connu pour son magazine Famous Monsters of Filmland sur le trucage et les monstres.
- Art Acord (1890–1931), acteur
- Fred Lind Alles (1851–1945), homme d'affaires, leader civique, secrétaire du National Irrigation Congress (en).
- Anita Louise Adler (1915–1970), actrice
- Maurice "Buddy" Adler (1909–1960), producteur
- Donald Addrisi (1938–1984), chanteur, membre du duo de chanteurs-compositeurs The Addrisi Brothers[1]
- Caroline Leonetti Ahmanson (en), femme d'affaires, philanthrope, épouse de Howard F. Ahmanson, Sr[2].
- Howard F. Ahmanson, Sr., financier, philanthrope[3]
- Wally Albright, enfant acteur, rôle de Wally dans la mini-série Les Petites Canailles (Our Gang).
- Robert Alda (1914–1986), acteur et chanteur, père d'Alan et Antony Alda (en)
- Robert Aldrich (1918-1983), réalisateur
- Richard Alexander, acteur[4]
- Ross Alexander (1907–1937), acteur
- Duane Allen (en) (1937–2003), joueur en National Football League (NFL)
- Gracie Allen (1895–1964), actrice et humoriste, épouse de George Burns
- Elvia Allman (1904–1992), actrice et doubleuse
- Wayne Allwine (1947–2009), doubleur, éditeur d'effets sonores, bruiteur, troisième voix de Mickey Mouse
- Astrid Allwyn (1905–1978), actrice
- June Allyson (1917–2006), actrice
- Louis Alterie (en) (1886–1935), gangster
- Lona Andre (1915–1992), actrice
- NP Laverne Andrews (1911–1967), chanteuse, une des trois Andrews Sisters
- NP Maxene Andrews (1916–1995), chanteuse, une des trois Andrews Sisters
- Lucien Andriot (1892–1979), directeur de la photographie.
- George Archainbaud, réalisateur, producteur[5]
- NP James Arness (1923–2011), acteur
- Isaac Colton Ash (en) (1861–1933), membre du Los Angeles City Council (1925–1927)
- Roscoe Ates (1895–1962), acteur et humoriste
- Gene Austin (1900–1972), chanteur
- Gene Autry (1907-1998), acteur, cow-boy chantant
- Tex Avery (1908-1980), réalisateur de dessins animés
- Marion Aye, actrice du cinéma muet[6]
- Mitchell Ayres (en) (1909–1969), musicien

### B
- Fay Babcock, décoratrice[7]
- NP Lauren Bacall (1924–2014), actrice
- Lloyd Bacon (1889-1955), acteur, réalisateur
- Constantin Bakaleinikoff (1896–1966), musicien
- Mischa Bakaleinikoff (1890–1960), musicien
- Art Baker (1898–1966), acteur
- Travis Banton (1894–1958), costumier
- NP Theda Bara (1885–1955), actrice
- Joe Barbera (1911–2006), animateur et cofondateur de la société Hanna-Barbera
- Joan Barclay (1914–2002), actrice
- Ben Bard (1893–1974), acteur
- Binnie Barnes (1903–1998), actrice, épouse de M. J. Frankovich (en)
- George Barris, dessinateur et customiseur de plusieurs voitures pour Hollywood.
- Jack Barry (1918–1984), animateur de télévision et producteur
- Billy Barty (1924–2000), acteur
- Florence Bates (1888–1954), actrice
- Norman F. Bates (en) (1839–1915), récipiendaire de la Medal of Honor
- Frank Joslyn Baum (en), producteur de cinéma, fils de Lyman Frank et Maud Gage Baum (en)
- Harry Neal Baum (en), auteur, fils de Lyman Frank et Maud Gage Baum
- Lyman Frank Baum (1856–1919), auteur de The Wonderful Wizard of Oz (Le Magicien d'Oz)
- Maud Gage Baum (en) (1861-1953), veuve de Lyman Frank Baum
- Warner Baxter (1889–1951), acteur
- Harry Beaumont (1888-1966), réalisateur
- John C. Becher (en), acteur[8]
- Robert "Iceberg Slim" Beck, auteur à succès[9]
- Claud Beelman (en), architecte[10]
- Wallace Beery (1885-1949), acteur
- Alphonzo Bell, Jr. (en), membre du Congrès
- Rex Bell, acteur et lieutenant-gouverneur du Nevada, mari de l'actrice Clara Bow
- Madge Bellamy, actrice[11]
- Lisa Ben, militante LGBT américaine
- Elsie Lincoln Benedict (en) (1885–1970), auteur et maître de conférences
- Henry S. Benedict (en), membre de la Chambre des représentants des États-Unis pour la Californie[12]
- William Benedict (en), acteur
- Enid Bennett, actrice, épouse de Fred Niblo et Sidney Franklin
- Marjorie Bennett, actrice
- Harry Beresford, acteur
- George Bergstrom, architecte[13]
- Felix Bernard (en), compositeur
- Curtis Bernhardt, réalisateur
- Joe Besser (en) (1907–1988), acteur et humoriste, membre de la troupe The Three Stooges
- Claude Binyon, scénariste et réalisateur
- Billie Bird, actrice
- Julie Bishop, actrice[14]
- J. Stuart Blackton, fondateur des studios Vitagraph
- Madge Blake, actrice
- Olive Blakeney, actrice
- Clara Blandick, actrice
- Jack Bliss (en), joueur en MLB (Ligue majeure de baseball)
- Michael Blodgett, acteur et scénariste
- Gloria Blondell, actrice, connue pour sa voix off
- NP Joan Blondell, actrice
- Eric Blore, acteur
- Monte Blue, acteur
- Betty Blythe, actrice
- Eddie Bockman (en), joueur de baseball, manager, scout[15]
- True Boardman (en), acteur
- Virginia True Boardman, actrice
- NP Humphrey Bogart, acteur
- Mary Boland, actrice
- Olive Borden, actrice
- Gutzon Borglum, sculpteur du Mont Rushmore
- Frank Borzage, acteur, réalisateur
- NP Hobart Bosworth, acteur, réalisateur, producteur et scénariste
- Clara Bow (1905–1965), actrice
- NP William Boyd, acteur, connu pour son rôle de Hopalong Cassidy
- NP Charles Brabin, réalisateur et scénariste d'origine britannique, mari de l'actrice Theda Bara
- Robert N. Bradbury, réalisateur et scénariste, père de Bob Steele[16]
- NP Grace Bradley, actrice, veuve de l'acteur William Boyd
- Lenny Breau, musicien (tombe anonyme)[17]
- Edmund Breese, acteur
- Tom Breneman (en), personnalité de la radio[18]
- Mozelle Britton (en), actrice
- John Bromfield, acteur
- Betty Bronson, actrice
- Rand Brooks, acteur
- Clarence Brown, réalisateur
- James Harvey Brown (en), membre du Los Angeles City Council et juge de cour municipale
- Joe E. Brown, acteur comique
- NP Johnny Mack Brown, acteur et athlète
- Lansing Brown, Jr., photographe
- Robert Brubaker, acteur de caractère[19]
- Winifred Bryson, actrice, veuve de l'acteur Warner Baxter
- Harold S. Bucquet, réalisateur
- Ralph Budd, président de compagnies de chemins de fer
- Vincent Bugliosi, avocat et auteur de livres sur la criminalité[20]
- Milo Burcham, pilote d'essai
- W. R. Burnett, romancier et scénariste
- Dorsey Burnette, chanteur et compositeur
- Johnny Burnette, chanteur et compositeur, plus jeune frère de Dorsey Burnette
- Bob Burns, acteur et humoriste
- George Burns (1896–1996), acteur et humoriste
- Francis X. Bushman, acteur
- David Butler, réalisateur
- Wally Byam, fondateur de Airstream, pionnier de la construction de caravanes
- Ralph Byrd, acteur[21]

### C
- Christy Cabanne, réalisateur
- Charles Wakefield Cadman, compositeur
- Alice Calhoun (1900-1966), actrice
- Ransom M. Callicott, restaurateur et politicien
- Albert Ralph Campbell (en), Marine, récipiendaire de la Medal of Honor[22]
- NP Judy Canova, actrice et chanteuse
- Eduardo Cansino, Sr., danseur
- June Caprice-Millarde, actrice
- Ora Carew, actrice[23]
- Sue Carol, actrice et agent artistique, épouse de Alan Ladd, belle-mère d'Alan Ladd Jr., mère de David Ladd (en)
- Nat Carr, acteur[24]
- David Carradine, (1936-2009), acteur
- Dona Lee Carrier, championne de patinage artistique
- Earl Carroll, imprésario de théâtre, propriétaire du Earl Carroll Theatre, à New York et Hollywood
- NP Jack Carson, acteur d'origine canadienne
- NP Robert Carson, acteur
- Emma Carus, chanteuse
- William Castle, réalisateur
- Connie Cezon, actrice
- Mario Chamlee, chanteur d’opéra
- NP Lon Chaney, Sr., acteur (tombe anonyme)
- Charles Chapman, fondateur de la Chapman University
- Spencer Charters, acteur
- Charley Chase, acteur comique
- Rex Cherryman, acteur
- Tim Choate, acteur
- Berton Churchill, acteur
- Frank Churchill, compositeur pour les dessins animés de Walt Disney Productions
- Buddy Clark, chanteur
- Edward Clark, acteur
- Jack Clark, acteur
- Stiles O. Clements, architecte
- Elmer Clifton, acteur et réalisateur
- Clifford E. Clinton, homme d'affaires, fondateur et propriétaire de la Clifton's Cafeteria
- John Clum, Indian agent (en), fondateur du journal The Tombstone Epitaph et premier maire de Tombstone (Arizona)[25]
- Andy Clyde, acteur
- Joe Cobb, acteur
- Maria Cole (1922-2012), chanteuse, veuve de Nat King Cole
- Nat King Cole (1919-1965), chanteur
- Natalie Cole (1950-2015), chanteuse-compositrice, fille de Nat King et Maria Cole
- Buddy Collette, musicien
- William Collier, Sr., acteur, cinéaste[26]
- Russ Columbo, chanteur
- Jack Conway, réalisateur, acteur[27]
- NP Sam Cooke, chanteur
- Lillian Copeland, athlète
- Philip Coppens, auteur
- NP Ellen Corby, actrice
- Regis Cordic, acteur
- Don Costello, acteur[28]
- Edward Coxen, acteur
- Charles H. Crawford, criminel notoire, truand, chef du gang de l'hôtel de Ville à Los Angeles[29]
- Kathryn Crawford, actrice
- Laird Cregar, acteur
- Donald Crisp, acteur et réalisateur
- George E. Cryer, 32e maire de Los Angeles[30]
- NP George Cukor, réalisateur (tombe anonyme)[31]
- Zara Cully, actrice
- Robert Cummings, acteur
- Lester Cuneo, acteur
- Edward S. Curtis, photographe
- Michael Curtiz, réalisateur

### D
- Fifi D'Orsay, actrice et chanteuse
- Babe Dahlgren (en), joueur de baseball en Major League
- Dan Dailey, acteur, chanteur et danseur
- Dorothy Dandridge, actrice et chanteuse
- Ruby Dandridge, actrice
- Mickey Daniels, acteur, un des premiers enfants ayant joué dans la mini-série The Our Gang[32]
- William H. Daniels, directeur de la photographie, photographe personnel de Greta Garbo[33]
- Jane Darwell, actrice
- Dorothy Davenport, actrice, scénariste, réalisatrice et productrice
- Ed J. Davenport, membre du Los Angeles City Council
- Delmer Daves, réalisateur, scénariste et producteur
- NP Altovise Davis (en), actrice et danseuse, épouse de Sammy Davis, Jr.
- George Davis, directeur artistique[34]
- Jim Davis, acteur
- Mildred Davis, actrice
- NP Sammy Davis, Jr. (1925–1990), acteur, chanteur et danseur
- NP Sammy Davis, Sr. (1900–1988), danseur, père de Sammy Davis, Jr.
- Jack Dawn, maquilleur (tombe anonyme)[35]
- Sam De Grasse, acteur
- Julia Dean, actrice
- Carter DeHaven, acteur
- Flora Parker DeHaven, actrice
- Osborn Deignan, récipiendaire de la Medal of Honor du Congrès
- Eddie DeLange, musicien
- Georges Delerue, compositeur
- Cyril Delevanti, acteur
- Armando del Moral (en), journaliste sur le cinéma, a aidé à fonder les Golden Globes
- Hampton Del Ruth, acteur, réalisateur, producteur, scénariste[36]
- Joseph De Stefani, acteur[37]
- Buddy DeSylva, compositeur
- William Demarest, acteur de caractère, Oncle Charley dans Mes trois fils (My Three Sons)
- Carol Dempster, actrice
- Noah Dietrich, homme d'affaires
- Fannie Charles Dillon, compositrice, pianiste[38]
- Alan Dinehart, acteur
- Elias Disney, père de Walt et Roy O. Disney
- Flora Call Disney, mère de Walt et de Roy O. Disney
- Lillian Disney, ink artist, philanthrope, veuve de Walt Disney, mère de Diane Disney Miller
- Walt Disney, fondateur des studios cinématographiques et parc de loisirs, créateur de Mickey Mouse, Donald Duck et Dingo.
- Diane Disney Miller, aînée des enfants de Walt Disney, philanthrope et vigneron dans la Napa Valley
- Richard Dix, acteur
- George Dolenz, acteur
- Jenny Dolly (en), artiste du spectacle, sœur jumelle de Rosie Dolly
- Rosie Dolly (en), artiste du spectacle, sœur jumelle de Jenny Dolly
- Don Douglas, acteur
- Gordon Douglas, réalisateur
- Lloyd C. Douglas, romancier
- Billie Dove, actrice
- Maxine Doyle, actrice
- Theodore Dreiser, romancier
- Chuck Dressen, joueur de baseball en Ligue majeure de baseball (MLB), coach et manager
- Louise Dresser, actrice
- NP Marie Dressler, actrice d'origine canadienne
- NP Don Drysdale, joueur de baseball en Ligue majeure de baseball (MLB) au Los Angeles Dodgers (cendres dispersées plus tard, en 2003)
- David Dukes, acteur
- Rosetta Duncan, artiste du spectacle
- Vivian Duncan, artiste du spectacle
- Scott R. Dunlap, réalisateur, producteur, scénariste et acteur[39]
- Glenn S. Dumke, éducateur, chancelier de l'université d'État de Californie (1962-1982)
- Minta Durfee, actrice
- Junior Durkin, acteur

### E
- Hubert Eaton, fondateur et directeur général des cimetières Forest Lawn
- Jay Eaton, acteur de caractère[40]
- Mary Eaton, actrice
- Neely Edwards, acteur (tombe anonyme)[41]
- Ralph Edwards, animateur de radio et de télévision
- Arnold Ehret, nutritionniste et auteur de livres de régime, considéré comme le père de la naturopathie[42]
- Sally Eilers, actrice
- Dick Elliott, acteur de caractère
- Connie Emerald, actrice anglaise de théâtre, mère de Ida Lupino[43]
- Fern Emmett, actrice, épouse de Henry Roquemore[44]
- Francis de Erdely, peintre
- Julian Eltinge, acteur et travesti
- Ray Enright, réalisateur
- Leon Errol, acteur
- Estelle Etterre, actrice[45]
- William E. Evans, membre du Congrès des États-Unis[46]
- Jason Evers, acteur[47]

### F

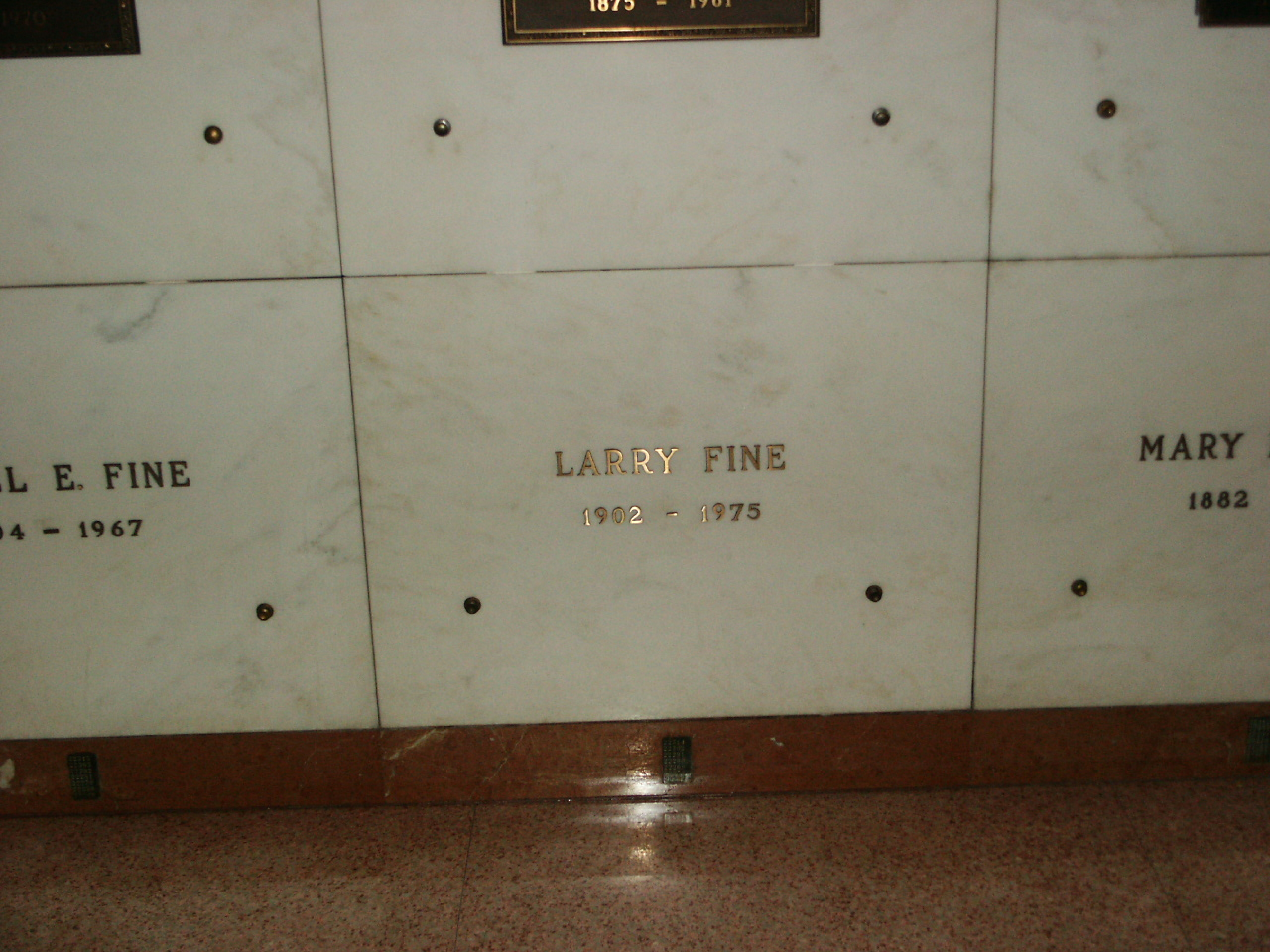
Niche de Larry Fine dans la crypte.

- Douglas Fairbanks (1883–1939), acteur (ré-inhumé au Hollywood Forever Cemetery en 1941)
- Dot Farley, actrice
- Joseph Farnham, scénariste et monteur
- William Farnum, acteur
- Don Fedderson, scénariste pour la télévision, producteur
- Al Ferguson, acteur
- Helen Ferguson, actrice
- Romaine Fielding, acteur et réalisateur
- W. C. Fields, acteur et humoriste
- Larry Fine (1902–1975), acteur comique et musicien, membre du trio The Three Stooges
- Margarita Fischer, actrice[48]
- Carrie Fisher (1956-2016), actrice, romancière, scénariste
- George Fitzmaurice, réalisateur
- Johnny Flamingo, chanteur de blues[49]
- Frank P. Flint, politicien
- Errol Flynn (1909–1959), acteur
- Nina Foch, actrice
- Tony Fontane, chanteur
- Charles E. Ford, réalisateur, producteur
- Harrison Ford, acteur du muet
- Helen Ford, actrice
- John Anson Ford, Conseil de surveillance du comté de Los Angeles (en), a donné son nom à l'amphithéâtre John Anson Ford (en)
- Thomas Francis Ford, membre du Congrès U.S. et du Los Angeles City Council
- Ivor Francis (en), acteur
- Betty Francisco, actrice
- Bruno Frank, romancier et scénariste
- Chester Franklin, acteur, réalisateur, frère aîné du réalisateur et producteur Sidney Franklin[50]
- M. J. Frankovich, producteur et athlète, fils adoptif de Joe E. Brown
- Nell Franse, actrice[51]
- Robert Frazer, acteur
- John D. Fredericks, membre du Congrès U.S[52].
- Charles K. French, acteur
- George B. French, acteur
- Rudolf Friml, compositeur
- Dwight Frye, acteur
- Charles E. Fuller, évangéliste
- Jules Furthman, scénariste

### G
- NP Clark Gable, acteur
- Jacqueline Gadsden, actrice[53]
- Danny Gans, chanteur, acteur, humoriste, imitateur[54]
- Martin Garralaga, acteur
- Bud Geary (en), acteur
- Herb Geller, saxophoniste[55]
- Rose A. George, First Lady de l'État de Rivers au Nigeria
- Jerry Giesler, avocat, défenseur de criminels
- John Gilbert, acteur
- A. Arnold Gillespie (en), artiste spécialiste en effets spéciaux
- King Camp Gillette, homme d'affaires, fondateur de The Gillette Company
- Tom Gilson, acteur
- NP Hermione Gingold, actrice
- J. Frank Glendon, acteur
- Peter Godfrey, acteur et réalisateur[56]
- Renee Godfrey, actrice et chanteuse, épouse de Peter Godfrey[57]
- NP Frances Goldwyn, actrice, épouse de Samuel Goldwyn[58]
- NP Samuel Goldwyn, producteur et magnat du cinéma[59]
- Edgar J. Goodspeed, théologien
- Huntley Gordon, acteur
- NP Jetta Goudal, actrice
- Edmund Goulding, réalisateur et scénariste
- Joe Grant, animateur et scénariste
- Charles Grapewin, acteur
- NP Sid Grauman, agent d'artistes de théâtre, fondateur des Million Dollar Theater, Egyptian Theatre et Grauman's Chinese Theatre
- Gary Gray, acteur
- Alfred E. Green, réalisateur
- Burton E. Green (en), pétrolier, promoteur immobilier, cofondateur de Beverly Hills (Californie)[60].
- Harrison Greene, acteur[61]
- NP Sydney Greenstreet, acteur anglais
- NP Harold Grieve, directeur artistique, mari de Jetta Goudal
- Bessie Griffin (en), chanteuse
- Raymond Griffith, acteur
- Robert E. Gross, CEO et président de Lockheed Corporation[62]
- Paul A. Guilfoyle, acteur
- Fred L. Guiol, réalisateur et scénariste

### H
- Frank Hagney, acteur
- Alan Hale, Sr., acteur
- Nate Dogg, rappeur

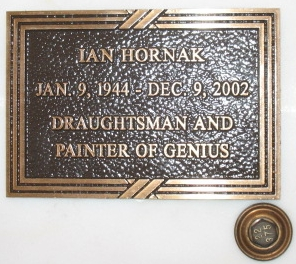
Niche et caveau de Ian Hornak au Great Mausoleum.

- Ernest Haller, directeur de la photographie
- Kay Hammond, actrice[63]
- Lula Mae Hardaway, compositrice, mère du musicien Stevie Wonder[64]
- Russell Harlan, directeur de la photographie
- NP Jean Harlow, actrice
- Rex Harrison, acteur (cendres dispersées sur la tombe de son épouse, Lilli Palmer)
- Elizabeth Harrower, actrice et scénariste
- Phil Hartman, acteur d'origine canadienne (crémation ; ses cendres furent dispersées en mer)
- Charles Hatfield, scientifique
- Harry Hayden, acteur
- Edith Head, costumière
- NP Charlotte Hennessy, actrice canadienne, mère des acteurs Mary, Lottie et Jack Pickford
- Ralph Hepburn, pilote de course automobile
- Holmes Herbert, acteur
- Babe Herman (en), joueur de baseball
- Jean Hersholt, acteur et humanitaire
- Louis Jean Heydt, acteur
- Ruth Hiatt, actrice
- Winston Hibler, voix de Disney, scénariste, producteur et réalisateur[65]
- Alfred Hickman (en), acteur anglais, mari de Nance O'Neil[66]
- NP Thelma Hill, actrice[67]
- Józef Hofmann, pianiste concertiste et inventeur
- Fay Holden, actrice
- Charles A. Holland, membre du Los Angeles City Council (1929–1931)
- Alice Hollister, actrice
- George K. Hollister, directeur de la photographie (époux de la précédente)
- Burton Holmes, réalisateur et producteur, pionnier des films de voyage[68]
- Helen Holmes, actrice
- Bob Holt (en), acteur connu pour sa voix
- Gloria Hope, actrice, épouse de Lloyd Hughes
- NP Ian Hornak, artiste
- James W. Horne, acteur et réalisateur
- Victoria Horne, actrice, veuve de Jack Oakie
- Edward Everett Horton, acteur de caractère, acteur de voix
- William K. Howard, réalisateur
- Adele C. Howells (en), dirigeant de l'Église de Jésus-Christ des saints des derniers jours
- Jobyna Howland, actrice[69]
- Lloyd Hughes, acteur, mari de Gloria Hope
- Rupert Hughes, réalisateur
- Cyril Hume, scénariste
- Maud Humphrey, suffragette et illustratrice en publicité, mère de Humphrey Bogart
- Marlin Hurt, acteur
- June Hutton, actrice et chanteuse
- Martha Hyer, actrice, veuve de Hal B. Wallis[70]

### I
- Wiard Ihnen, directeur artistique et chef décorateur, mari de la costumière Edith Head
- Rex Ingram, réalisateur irlandais
- George Irving, acteur[71]

### J
- NP Michael Jackson, artiste, chanteur et compositeur
- Carrie Jacobs-Bond, chanteuse et compositrice
- Elsie Janis, actrice
- DeWitt Jennings, acteur
- Adela Rogers St. Johns, journaliste, scénariste, romancier[72]
- Emory Johnson, réalisateur, acteur[73]
- Arthur Johnston (en), compositeur[74]
- Caro Jones (en), directeur de casting[75]
- F. Richard Jones, réalisateur, producteur, mari de la costumière Irene Lentz
- Isham Jones, chef d'orchestre, saxophoniste, bassiste, compositeur
- NP Jennifer Jones, actrice
- Rupert Julian, réalisateur
- NP Ray June, directeur de la photographie
- Helmi Juvonen, artiste

### K
- Gus Kahn, compositeur
- Bert Kalmar, compositeur
- Terry Kath, musicien, guitariste, chanteur-compositeur baryton du groupe Chicago
- Tom Keene, acteur
- William Keighley, réalisateur
- Roy Kellino, enfant acteur, puis directeur de la photographie et réalisateur[76]
- John L. Kennedy, politicien, membre du Congrès du Nebraska's 2nd district[77]
- A. Atwater Kent (en), homme d'affaires, fabricant de radios, inventeur de la bobine d'allumage
- Erle C. Kenton, acteur et réalisateur
- Doris Kenyon, actrice
- Hal C. Kern, monteur[78]
- Harry Kerr, compositeur, parolier[79]
- J. Warren Kerrigan, acteur et réalisateur
- Charles Henry King, grand-père paternel du président Gerald Ford
- Leslie Lynch King, Sr., père biologique du président Ford
- Dorothy Kirsten, soprano, chanteuse d'opéra
- Ted Knight, acteur
- Clarence Kolb, acteur
- Henry Kolker, acteur et réalisateur
- NP Red Kress, joueur de baseball[80]
- NP Kathryn Kuhlman, évangéliste[81]
- Edward A. Kull, directeur de la photographie et réalisateur

### L
- Louis L'Amour, romancier
- Alan Ladd, acteur, père d'Alan Ladd Jr. et de David Ladd (en)
- David Landau, acteur
- Carole Landis, actrice
- Nora Lane, actrice
- Rosemary Lane, actrice
- Lash LaRue, acteur
- Ivan Lebedeff, acteur
- Gretchen Lederer, actrice
- Otto Lederer, acteur
- Rowland V. Lee, directeur de la photographie
- Mervyn LeRoy, réalisateur et producteur
- Hal LeSueur, acteur, frère de Joan Crawford
- Fritz Leiber, Sr., acteur
- Irene Lentz, costumière, épouse de F. Richard Jones
- Robert Z. Leonard, réalisateur
- Elgin Lessley, directeur de la photographie
- Gus Levene, compositeur
- David Lewis, producteur, partenaire de James Whale[82]
- Mitchell Lewis, acteur
- Ann Little, actrice
- Lucien Littlefield, acteur
- Robert Livingston, acteur
- Doris Lloyd, actrice
- Frank Lloyd, acteur, réalisateur, producteur, scénariste
- Harold Lloyd, acteur comique
- Harold Lloyd Jr., acteur, chanteur, fils d'Harold Lloyd et de Mildred Davis
- Jeanette Loff, actrice et chanteuse
- Arthur Loft, acteur
- NP Carole Lombard, actrice, épouse de William Powell et de Clark Gable
- Tom London, acteur
- Theodore Lorch, acteur
- Ernst Lubitsch, réalisateur
- Ida Lupino, actrice et réalisatrice
- Hamilton Luske, animateur et réalisateur
- Eustace Lycett, artiste en effets spéciaux et visuels chez Disney[83]

### M
- Jeanette MacDonald, actrice et chanteuse
- Jim MacDonald, artiste de voix chez Disney, musicien, chef du département des effets sonores chez Disney, seconde voix de Mickey Mouse
- Kenneth MacKenna, acteur et réalisateur
- Mary MacLaren, actrice
- Douglas MacLean, acteur, producteur et scénariste
- Rouben Mamoulian, réalisateur
- Edwin L. Marin, réalisateur[84]
- Oliver T. Marsh, directeur de la photographie chez MGM, frère des actrices Marguerite Marsh et Mae Marsh, père du saxophoniste Warne Marsh[85]
- Warne Marsh, saxophoniste ténor, fils d'Oliver T. Marsh, directeur de la photographie chez MGM[86]
- Alan Marshal, acteur
- Chico Marx (1887–1961), acteur comique
- Gummo Marx (1893–1977), agent
- LeRoy Mason, acteur
- NP Will Mastin, danseur et chanteur, leader du Will Mastin Trio[87]
- NP Daya Mata, leader religieux
- Doris May, actrice (tombe anonyme)[88]
- Erskine Mayer, joueur de baseball
- Mike Mazurki, acteur et catcheur
- Marian McCargo, actrice
- Meade McClanahan, membre du Los Angeles City Council
- Gladys McConnell, actrice
- Ted McCord, directeur de la photographie[89]
- Johnston McCulley, auteur et scénariste, créateur de Zorro
- Marc McDermott, acteur
- Marie McDonald, actrice et modèle
- Frank McGlynn Sr., acteur
- J.P. McGowan, réalisateur
- Frank McGrath, acteur
- Malcolm McGregor, acteur[90]
- Burr Macintosh (en), photographe, éditeur, acteur[91]
- Wanda McKay, actrice[92]
- Robert McKimson, animateur et réalisateur
- James McLachlan, membre de la Chambre des représentants des États-Unis pour la Californie[93]
- NP Victor McLaglen, acteur
- Jimmy McLarnin, champion de boxe
- Gloria Hatrick McLean, modèle, militante pour les droits des animaux et épouse de l'acteur Jimmy Stewart[94]
- Norman Z. McLeod, réalisateur
- Joseph T. McNarney, général de l'armée américaine[95]
- Aimee Semple McPherson, évangéliste
- Rolf McPherson, chef confessionnel, clerc, fils d'Aimee Semple McPherson[96]
- Henrietta Mears, éducatrice chrétienne[97]
- Blanche Mehaffey, actrice et danseuse[98]
- Dimitre Mehandjiysky, artiste
- William C. Mellor, directeur de la photographie[99]
- William Cameron Menzies, directeur artistique
- Beryl Mercer, actrice
- Iris Meredith, actrice[100]
- Bess Meredyth, scénariste, a été l'épouse des réalisateurs Wilfred Lucas et Michael Curtiz et est la mère du scénariste John Meredyth Lucas[101]
- Robert Andrews Millikan, prix Nobel de physique en 1923
- Vincente Minnelli, réalisateur
- Mihály Mészáros, acteur interprétant Alf
- Tom Mix, acteur
- Polly Moran, actrice
- Rushton Moree, bassiste du groupe Steppenwolf[102]
- Antonio Moreno, acteur et réalisateur
- Clayton Moore, acteur, a tenu le rôle du Lone Ranger au cinéma
- Del Moore, comique, acteur et présentateur de radio[103]
- Ernest Carroll Moore, éducateur, cofondateur de l'université de Californie à Los Angeles[104]
- Harvey Seeley Mudd, ingénieur et éducateur
- William Mulholland, ingénieur, concepteur des Los Angeles Aqueduc, barrage du Mulholland (en), barrage de St. Francis et du canal de Panama, a donné son nom à la Mulholland Drive[105]
- Spud Murphy, compositeur

### N
- Charles W. Nash, constructeur automobile, cofondateur de Nash Motors
- Alla Nazimova, actrice, fondatrice et propriétaire de l'hôtel Garden of Allah (en)
- Clarence H. Nelson, médecin de F. Scott Fitzgerald
- Frank Nelson, acteur
- NP Alfred Newman, compositeur, patriarche de la famille de compositeurs Newman
- Emil Newman, directeur musical, chef d'orchestre, compositeur, jeune frère d'Alfred Newman, membre de la famille de musiciens Newman
- Fred Niblo, réalisateur
- Gertrude Niesen, actrice et chanteuse
- William Nigh, acteur, réalisateur et scénariste
- Marian Nixon, actrice
- L. L. Nunn, éducateur
- Ervin Nyíregyházi, pianiste

### O
- Eugene O'Brien, acteur
- Virginia O'Brien, actrice et chanteuse
- Cathy O'Donnell, actrice
- Nance O'Neil, actrice
- Jack Oakie, acteur comique
- Merle Oberon, actrice
- Clifford Odets, dramaturge
- Charles Ogle, acteur
- Edna May Oliver, actrice
- Gertrude Olmstead, actrice, épouse du réalisateur Robert Z. Leonard
- Culbert Olson, gouverneur de Californie
- Anne O'Neal, actrice
- Maria Ouspenskaïa, actrice
- Richard F. Outcault, dessinateur, auteur de bandes dessinées , créateur de la bande dessinée Buster Brown et du personnage Yellow Kid
- NP Tudor Owen, acteur de caractère[106]
- Monroe Owsley, acteur

### P
- Doris Packer, actrice
- Ernest Palmer, directeur de la photographie
- Lilli Palmer, actrice
- Franklin Pangborn, acteur
- NP Alexander Pantages, imprésario de théâtre, fondateur des Pantages Theatres
- James Parrott, acteur, humoriste et réalisateur, jeune frère de Charley Chase
- Marion Parker, victime d'un assassinat[107]
- John B. Parkinson, architecte[108]
- Allen E. Paulson (en), entrepreneur dans l'aviation
- Bill Paxton, acteur et réalisateur
- Claude Payton, acteur
- Lucy Payton, actrice
- Joe Penner, acteur
- Susan Peters, actrice
- Mary Philips, actrice, a été l'épouse d'Humphrey Bogart et de Kenneth MacKenna
- Ben Piazza, acteur
- NP Jack Pickford, acteur
- NP Lottie Pickford, actrice
- NP Mary Pickford, actrice, femme d'affaires, cofondatrice d'United Artists
- Jack Pierce, maquilleur[109]
- Robert Pierce, humanitaire et réformateur social
- Michael Blodgett, acteur, scénariste et romancier américain
- Lon Poff, acteur
- NP Dick Powell, acteur et chanteur
- John Robert Powers, propriétaire d'une agence de modèles
- Mala Powers, actrice
- Merrill Pye, directeur artistique

### Q
- Fred Quimby, producteur aux Metro-Goldwyn-Mayer cartoon studio et Hanna-Barbera animated cartoons
- John Qualen, acteur

### R
- Paul Rader, évangéliste
- Ralph Rainger, compositeur
- Albertina Rasch, danseuse, épouse du compositeur Dimitri Tiomkin
- Charles Ray, acteur, réalisateur, producteur, scénariste (tombe anonyme)[110]
- Gene Raymond, acteur, mari de Jeanette MacDonald
- Jack Raymond, acteur et réalisateur
- Dorothea Holt Redmond, directeur artistique et décorateur
- Phillip Reed, acteur
- Vivian Reed, actrice du muet, épouse d'Alfred E. Green[111]
- Wallace Reid, acteur
- Irving Leroy Ress, médecin
- Craig Reynolds, acteur[112]
- Debbie Reynolds (1932-2016), actrice, artiste de variétés, femme d'affaires et historienne de cinéma.
- Jim Rohn, entrepreneur
- Cleo Ridgely, actrice
- Naya Rivera, actrice et chanteuse.
- Lyda Roberti, actrice
- Beverly Roberts, actrice
- Blossom Rock, actrice, sœur aînée de Jeanette MacDonald
- Will Rogers, acteur, humoriste, chroniqueur de journal (déplacé au Will Rogers Memorial à Claremore (Oklahoma) en 1946)[113],[114]
- Ruth Roland, actrice et productrice
- Gladys Root, avocat de défense pénale
- Albert Roscoe, acteur
- Henry Roquemore, acteur
- Alan Roscoe, acteur
- Bodil Rosing, actrice danoise, belle-mère de l'acteur Monte Blue[115]
- J. Walter Ruben, réalisateur et scénariste[116]
- NP Charlie Ruggles, acteur, frère aîné du réalisateur et producteur Wesley Ruggles
- NP Wesley Ruggles, réalisateur et producteur, jeune frère de Charlie Ruggles
- Barbara Ruick, actrice, fille de Lurene Tuttle, épouse du compositeur John Williams et mère de Joseph Williams, membre et chanteur principal de Toto[117]
- William Russell, acteur

### S
- NP S. Z. Sakall, acteur
- Chic Sale, acteur
- Ben L. Salomon (en), dentiste, bénéficiaire à titre posthume de la Medal of Honor pour son service pendant la Deuxième Guerre mondiale[118]
- Drake Sather, comédien et scénariste
- Paul Sawtell, d'origine polonaise, compositeur de musique de film
- Paul Scardon, acteur, producteur, réalisateur
- Victor Schertzinger, compositeur, réalisateur, producteur, scénariste
- Mabel Julienne Scott, actrice
- Ynez Seabury, actrice
- Don Sebastian, lutteur
- Sybil Seely, actrice
- William A. Seiter, réalisateur
- NP Lesley Selander, réalisateur[119]
- William Edwin Self, acteur et producteur
- NP David O. Selznick, producteur, fondateur de Selznick International Pictures
- NP Lewis J. Selznick, producteur et pionnier de l'industrie cinématographique
- NP Myron Selznick, producteur et agent de talents
- NP Fred Sersen, peintre et artiste spécialiste des effets spéciaux[120]
- Helen Shaw, actrice de caractère[121]
- Ethel Shannon, actrice
- Athole Shearer (en), actrice, sœur de Norma Shearer
- NP Norma Shearer, actrice, épouse d'Irving Thalberg
- Lowell Sherman, réalisateur et acteur
- Leo Shuken, compositeur[122]
- Louis Silvers, compositeur de musique de film[123]
- S. Sylvan Simon, réalisateur
- Russell Simpson, acteur
- NP Red Skelton, acteur et humoriste
- Edward Sloman, acteur, réalisateur et scénariste
- Tod Sloan, jockey qui a innové par une position accroupie basse sur le cou du cheval
- H. Allen Smith, politicien, membre du Congrès[124]
- Rainbeaux Smith, actrice
- R. Thomas Smith, dresseur du pur-sang Seabiscuit
- NP William French Smith, procureur général des États-Unis
- Carrie Snodgress, actrice
- Marguerite Snow, actrice
- Carl Spitz, éducateur canin
- Leo Spitz, film executive
- NP Bunker Spreckels (en), descendant du baron allemand du sucre Claus Spreckels, beau-fils de Clark Gable, pionnier des planches de surf pisciformes[125]
- Hanley Stafford, acteur
- John M. Stahl, réalisateur et producteur
- NP Lionel Stander, acteur
- Jules C. Stein, médecin, cofondateur de Music Corporation of America(MCA Inc.) et du Jules Stein Eye Institute[126]
- Max Steiner, compositeur
- Casey Stengel, manager dans la Ligue majeure de baseball (MLB)
- James Stephenson, acteur
- Anita Stewart, actrice
- James Stewart, acteur
- Ruth Stonehouse, actrice et réalisatrice
- Axel Stordahl (en), compositeur et arrangeur
- Herbert Stothart, compositeur
- Archie Stout, directeur de la photographie[127]
- Joseph Strauss, architecte, ingénieur du Golden Gate Bridge et pionnier des ponts à bascule
- Elbridge Amos Stuart, industriel, fondateur et président de la Carnation Milk Company
- Jan Styka, peintre

### T
- Frank Tashlin, animateur, réalisateur, scénariste
- Art Tatum, musicien (enterré initialement au Angelus-Rosedale Cemetery (en) et ré-inhumé en 1991)[128],[129]
- Elizabeth Taylor, actrice, militante
- NP Robert Taylor, acteur
- NP Irving Thalberg, producteur
- NP Ursula Thiess (en), actrice, épouse de Robert Taylor
- Jefferson Thomas, icône des droits civiques, un des neuf de Little Rock[130]
- Fred Thomson, acteur
- Edward L. Thrasher, membre du Los Angeles City Council
- Chief Thundercloud, acteur
- Lawrence Tibbett, acteur et chanteur d'opéra
- Dimitri Tiomkin, compositeur
- Genevieve Tobin, actrice, épouse de William Keighley[131]
- Sammee Tong, acteur
- Ernest Torrence, acteur
- Raquel Torres, actrice
- Louise Tracy, fondatrice de la clinique John Tracy pour enfants sourds, épouse de Spencer Tracy[132]
- Spencer Tracy, acteur
- Henry Travers, acteur
- Emerson Treacy, acteur
- Lamar Trotti, reporter, scénariste, producteur, directeur exécutif à la 20th Century Fox[133]
- Jim Tully, scénariste
- Ben Turpin, acteur comique
- Lurene Tuttle, actrice, mère de Barbara Ruick[134]

### V
- Valda Valkyrien, ballerine
- NP Vang Pao, général hmong de la Royal Laotian Army et de la CIA
- W. S. Van Dyke, réalisateur
- Adamae Vaughn, actrice
- Bobby Vernon, acteur
- Alfred Victor Verville, pionnier de l'aviation
- Theodore von Eltz, acteur
- Rufus B. von KleinSmid, ancien président de l'université de l'Arizona et de l'université de Californie du Sud
- Gustav von Seyffertitz, acteur

### W
- George Waggner, acteur, réalisateur et producteur
- Sir William James Wanless, chirurgien
- Jerry Wald, producteur et scénariste
- Charles Waldron, acteur
- Nella Walker, actrice
- Paul Walker, acteur
- Beryl Wallace (en), chanteuse, compagne du producteur de théâtre Earl Carroll
- Hal B. Wallis, producteur
- Bill Walsh, producteur et scénariste chez Disney
- Clara Ward, chanteuse
- Jay Ward, producteur et scénariste de plusieurs séries d'animation
- Ethel Waters, actrice et chanteuse
- Johnny « Guitar » Watson, musicien
- Roy Webb, compositeur (tombe anonyme)[135]
- Alice Stebbins Wells, première femme américaine officier de police, au Los Angeles Police Department[136]
- Mary Wells, chanteuse
- Roland West, réalisateur
- Gordon Westcott, acteur
- George Westmore, maquilleur et coiffeur, patriarche de la famille Westmore
- Monte Westmore, maquilleur
- Perc Westmore, maquilleur
- Wally Westmore, maquilleur
- Jack Westrope, jockey (au Hall of Fame)
- Carl Jules Weyl, directeur artistique
- James Whale, réalisateur
- Richard A. Whiting, compositeur de chansons populaires
- Gayne Whitman, acteur
- Ted Wilde, réalisateur et scénariste
- Warren William, acteur (cendres dispersées dans la Long Island Sound, cénotaphe sur la tombe de sa veuve)[137]
- Clara Williams, actrice
- Earle Williams, acteur
- Robert Williams, acteur
- Dorothy Wilson, actrice
- Lois Wilson, actrice
- Claire Windsor, actrice
- Grant Withers, acteur
- Gloria Wood, chanteuse et actrice de voix[138]
- Sam Wood, réalisateur, producteur, scénariste, acteur
- Stacy Woodard, cinéaste de films sur la nature
- Ali-Ollie Woodson, musicien et membre des Temptations
- Bobby Womack, chanteur soul (niche banalisée)[139],[140]
- Harry Womack, soul chanteur, membre du groupe The Valentinos, jeune frère de Bobby Womack, frère aîné de Cecil Womack (en)[141]
- George Woolf, jockey du cheval de course Seabiscuit (au Hall of Fame)
- John Elgin Woolf, architecte
- Robert Woolsey, acteur
- Hank Worden, acteur de caractère
- Wallace Worsley, acteur de théâtre, puis réalisateur du cinéma muet[142]
- NP Philip K. Wrigley, fabricant de chewing gum, MLB executive, fondateur de l'All-American Girls Professional Baseball League, fils de William Wrigley Jr.
- NP William Wrigley Jr., magnat du chewing gum, propriétaire des Chicago Cubs
- Robert Wyler, producteur, frère aîné de William Wyler, mari de Cathy O'Donnell
- William Wyler, réalisateur et producteur
- Patrice Wymore, actrice, veuve d'Errol Flynn
- NP Ed Wynn, acteur, père de Keenan Wynn
- NP Keenan Wynn, acteur de caractère, fils d'Ed Wynn

### Y
- James "J-Dilla" Yancey, producteur de hip-hop
- Barton Yarborough (en), acteur
- NP Paramahansa Yogananda, guru spirituel et auteur indien
- Robert Young, acteur
- Joe Yule, acteur et père de Mickey Rooney

### Z
- Lee Zahler, compositeur, directeur musical[143]
- Florenz Ziegfeld Jr., imprésario à Broadway (maintenant enterré au cimetière de Kensico)[113],[144]

- Haut – A
- B
- C
- D
- E
- F
- G
- H
- I
- J
- K
- L
- M
- N
- O
- P
- Q
- R
- S
- T
- U
- V
- W
- X
- Y
- Z
- 0-9